# Signature numérique
Pour les articles homonymes, voir Signature (homonymie).
Ne doit pas être confondu avec Tatouage numérique.
La signature numérique ou signature électronique est un mécanisme permettant d'authentifier l'auteur d'un document électronique et d'en garantir la non-répudiation, par analogie avec la signature manuscrite d'un document papier.
Elle se différencie de la signature écrite par le fait qu'elle n'est pas visuelle, mais correspond à une suite de caractères. Elle ne doit pas être confondue avec la signature électronique manuscrite.

## Fonctions de la signature
Un mécanisme de signature numérique doit présenter les propriétés suivantes :
- Il doit permettre au lecteur d'un document d'identifier la personne ou l'organisme qui a apposé sa signature (propriété d'identification).
- Il doit garantir que le document n'a pas été altéré entre l'instant où l'auteur l'a signé et le moment où le lecteur le consulte (propriété d'intégrité).

Pour cela, les conditions suivantes doivent être réunies[réf. nécessaire] :
- authentique : l'identité du signataire doit pouvoir être retrouvée de manière certaine ;
- infalsifiable : la signature ne peut pas être falsifiée. Quelqu'un ne peut se faire passer pour un autre ;
- non réutilisable : la signature n'est pas réutilisable. Elle fait partie du document signé et ne peut être déplacée sur un autre document ;
- inaltérable : un document signé est inaltérable. Une fois qu'il est signé, on ne peut plus le modifier ;
- irrévocable : la personne qui a signé ne peut le nier.

En pratique, l'essentiel des procédures de signature numérique existantes s’appuie sur la cryptographie asymétrique, dans le reste de l'article nous nous placerons dans ce cas le plus courant. Les exemples d'échanges de données sont illustrés par les personnages Alice et Bob.

## Fonctionnement deRSA

Diagramme montrant comment des données sont signées, puis vérifiées.

L'un des algorithmes de signature est RSA. Il est basé sur l'asymétrie entre la clé publique et la clé privée. Pour un algorithme de chiffrement asymétrique, la clé publique sert à chiffrer (tout le monde peut envoyer un message confidentiel) et la clé privée à déchiffrer (seul le destinataire peut le lire). Contrairement à DSA, il n'y a pas de différence mathématiques entre la clé privée et la clé publique, il est possible d'utiliser la clé privée pour chiffrer et la clé publique pour déchiffrer, donc à l'inverse du chiffrement asymétrique. Ainsi, seul le détenteur de la clé privé peut chiffrer un message pour obtenir ce qui tiendra le rôle de signature et tout le monde pourra essayer de déchiffrer la signature pour voir si le résultat obtenu correspond bien au message initial. Par contre, pour plus de commodité et pour éviter les mauvais rares cas mathématiques, on préfère chiffrer, non le message original mais son empreinte.

### Mise en place d'une architecture de signature
- Alice choisit une fonction de hachage que nous noterons H ;

- pour le chiffrement choisi, Alice a généré une clé privée Kpr et une clé publique Kpb ;

- elle transmet la clé publique Kpb et la fonction de hachage H à Bob par un canal éventuellement non sécurisé (H et Kpb n'ont pas besoin d'être secrets) ;
- elle garde la clé privée Kpr secrète.

### Préparation du message signé
Alice prépare le message signé, pour cela :
- elle produit une empreinte du message par la fonction de hachage choisie H(M) ;
- elle chiffre cette empreinte grâce à la fonction de chiffrement RSA C en utilisant sa clé privée Kpr (notons que cette utilisation est volontairement impropre car normalement on chiffre avec la clé publique). Le résultat obtenu est la signature du message : SM = C(Kpr,H(M)) ;
- elle prépare le message signé en plaçant le message en clair M et la signature SM dans un conteneur quelconque : Msigné=(SM,M).

Alice transmet Msigné, le message signé, à Bob par un canal non sécurisé.

### Réception du message signé
Bob réceptionne le message signé. Pour vérifier l'authenticité du message :
- il produit une empreinte du texte clair en utilisant la fonction de hachage d'Alice : H(M) ;
- il déchiffre la signature en utilisant la fonction de déchiffrement RSA D avec la clé publique Kpb (là encore l'utilisation est volontairement impropre) soit : DSm=D(Kpb,SM) ;
- il compare DSm avec H(M).

Dans le cas où la signature est authentique, DSm et H(M) sont égaux car, de par les propriétés du chiffrement asymétrique : DSm=D(Kpb,SM)=D(Kpb,C(Kpr,H(M)))=H(M).
Le message est alors authentifié.

### Protection contre les attaques
Supposons qu'une adversaire appelée Mallory souhaite envoyer un message malveillant M' à Bob en se faisant passer pour Alice.
Mallory connaît les éléments D, H et Kpb qui ne sont pas secrets.
Pour que Bob soit trompé et authentifie le message comme provenant d'Alice, Mallory doit être en mesure de générer à partir de ces éléments une signature falsifiée SM' qui soit telle que : D(Kpb,SM')=H(M').
La tâche que Mallory doit effectuer est donc d'inverser la fonction de déchiffrement D pour la clé publique Kpb, c'est-à-dire trouver C, sans connaître la clé privée Kpr.
Les chiffrements asymétriques sont précisément conçus et choisis pour que cette opération soit mathématiquement difficile (voire impossible).

## Vulnérabilités
Du point de vue théorique la résistance du dispositif de chiffrement va dépendre de la force du chiffrement asymétrique retenu et de la taille des clés choisies. Les normes en œuvre sont généralement considérées comme mathématiquement sûres.
Du point de vue pratique :
- la signature numérique reste soumise au problème de la diffusion/authentification de la clé publique. Ce problème est en général résolu par la mise en place d'une infrastructure à clés publiques, entraînant toutes les vulnérabilités inhérentes à ce type de dispositif ;
- la signature numérique est une authentification faible car elle s'appuie uniquement sur un facteur mémoriel, en l’occurrence la clé privée. Si celle-ci est compromise l'attaquant pourra produire des messages frauduleux théoriquement complètement indiscernables des messages légitimes[1].

## Déclinaisons
Historiquement, les premières signatures ont été individuelles. Ont été introduites par la suite :
- Les signatures de groupe où un membre ayant sa propre clé peut signer pour le groupe, le responsable du groupe (identifié par sa propre clé) pouvant seul établir qui a émis la signature.
- Les signatures d'anneau, qui leur sont similaires, mais où il n'est plus possible d'identifier individuellement le signataire.

Des variantes existent comme les K parmi N, où la signature est considérée comme valable si K membres du groupe parmi les N définis ont signé. Ce système sera utilisé par exemple lorsque l'autorisation de plusieurs services sera nécessaire pour déclencher un dispositif d'une gravité dépassant les prérogatives de chacun d'eux. Tel serait le cas par exemple pour une procédure de mise sur écoute téléphonique nécessitant les accords à la fois d'une instance autorisée de l'exécutif et d'une instance autorisée du législatif. On interdit ainsi l'usage de renseignements d'États à des fins personnelles, puisque le déblocage nécessite une coordination externe qui sera donc elle-même tracée.

## Valeur légale

### Union européenne
La législation européenne définit les conditions d'interopérabilité technique et légale des signatures numériques au sein de l'Union. La signature numérique est officiellement reconnue en Europe depuis janvier 2000 (directive 1999/93/CE) mais c'est depuis le 1er juillet 2016, date d'entrée en vigueur du règlement eIDAS (identification électronique et services de confiance), que sa valeur légale minimale est identique au sein de toute l'Union européenne (et quelques pays partenaires: Liechtenstein, Norvège et Islande). Ce règlement précise notamment que la signature électronique qualifiée bénéficie du même statut et des mêmes effets juridiques que son équivalent manuscrit.
Trois niveaux de signature sont reconnus, simple, avancé et qualifié,. Le règlement définit en effet :
- La signature électronique, qui établit entre deux ensembles de données numériques un lien notionnel : l'un constitue une signature s'appliquant à l'autre[6]. Une signature électronique simple peut donc se limiter à un nom écrit au bas d'un message électronique[7], ne garantit pas nécessairement l'intégrité des données signées, etc.
- La signature électronique avancée, qui est une signature électronique pour laquelle sont établis entre données signées, signature et signataire des liens techniques visant à garantir l'intégrité des données, l'identification du signataire, la non-répudiation. Ce niveau fait nécessairement appel à une signature numérique, impliquant typiquement des moyens cryptographiques.
- La signature électronique qualifiée, qui est une signature électronique avancée basée sur un certificat qualifié et créée au moyen d'un dispositif de signature qualifié. Ce niveau ajoute une assurance de qualité liée, d'une part, à la supervision des moyens et processus mis en œuvre par l'autorité de certification (p.e. pour garantir que l'identité mentionnée sur le certificat de signature correspond à l'identité de la personne physique ayant reçu ledit certificat) et, d'autre part, à la conformité du dispositif de signature (p.e. une carte à puce hébergeant le certificat et sur laquelle aura techniquement lieu la création cryptographique de la signature).

Le règlement eIDAS définit de façon similaire la notion de cachet électronique, qui peut également être de niveau avancé voire qualifié. Techniquement identique à une signature électronique, un cachet électronique s'en distingue au niveau de son certificat qui identifie une personne légale (typiquement une organisation), non une personne physique.
Dans le même contexte, la notion d'horodatage électronique est également définie comme étant un ensemble de données électroniques qui, associées à d'autres, établissent une preuve de l'existence des secondes à un instant particulier. Cet horodatage électronique peut être de niveau qualifié.
En terme d'interopérabilité légale, le règlement eIDAS établit notamment les éléments suivants:
- Une signature électronique qualifiée a même valeur légale qu'une signature manuscrite dans l'ensemble des pays membres.
- Une signature, un cachet ou un horodatage soumis comme preuve en justice ne peuvent pas être refusés au seul motif qu'ils se présentent sous forme électronique, ni au seul motif qu'ils ne soient pas de niveau qualifiés.

Afin que chacun puisse vérifier si une signature électronique, un cachet électronique ou un horodatage électronique est qualifiée, chaque pays membre doit rendre disponible une liste d'autorités de confiance (autorités de certification, autorités de certification des temps) qui mentionne au moins toutes les autorités qualifiées. L'inclusion d'autorités de confiance non qualifiées est optionnelle. La Commission européenne publie une liste reprenant ces listes de confiance nationales ainsi qu'un outil permettant de visualiser, parcourir et sonder leur contenu.
Outre une interopérabilité légale, le règlement eIDAS et ses décisions d'exécution définissent aussi des éléments d'interopérabilité technique tels que des formats de signature électronique avancée que les services publics se doivent de reconnaître. Ces formats sont basés sur les standards techniques de l'ETSI.
Depuis le 1er juillet 2013, c'est la version électronique du Journal officiel de l'Union européenne qui a valeur légale. Cette édition électronique est publiée sous forme d'une collection de documents au format PDF correspondant à toutes les versions linguistiques d'un même numéro, à laquelle s'ajoute un document XML assurant l'intégrité de l'ensemble. Ce document XML, qui contient un hash de chaque document PDF membre de ladite collection, est signé par une personne autorisée de l'Office des publications de l'Union européenne au moyen d'une signature électronique qualifiée horodatée, selon le format technique XAdES.

### France
Depuis 2000, la signature électronique d'un document a en France la même valeur légale qu'une signature manuscrite, conformément aux textes suivants :
- La loi no 2000-230 du 13 mars 2000 portant adaptation du droit de la preuve aux technologies de l'information et relative à la signature électronique ;
- Son décret d'application no 2001-272 du 30 mars 2001.

Selon ce décret, un dispositif sécurisé de création de signature électronique doit être certifié conforme aux exigences définies plus haut :
1. Soit par le Premier ministre français, dans les conditions prévues par le décret no 2002-535 du 18 avril 2002 relatif à l'évaluation et à la certification de la sécurité offerte par les produits et les systèmes des technologies de l'information. La délivrance du certificat de conformité est rendue publique.
2. Soit par un organisme désigné à cet effet par un État membre de l'Union européenne.

La transposition complète de la directive européenne 1999/93/CE a toutefois nécessité un processus plus long.
Depuis 2010, d'autre part, le concept de signature numérique, définie comme la conservation sous forme numérique d'une signature manuscrite produite via un écran tactile, a été introduite dans le droit français par l'article R 249-11 du code de procédure pénale.
Le référentiel général de sécurité définit les règles que les administrations et collectivités doivent respecter en matière de sécurité des systèmes d'information. En particulier, les annexes du RGS précisent le format des certificats électroniques que les administrations doivent utiliser pour mettre en œuvre la signature électronique au sein des téléservices. Les infrastructures de gestion de certificats conformes au référentiel sont certifiées selon une méthode appelée « qualification ». Ces infrastructures de gestion de certificats sont appelées Autorité de Certification. Tiers de confiance, elles garantissent l'identité électronique de l'entreprise et de ses collaborateurs.
Le Conseil d’État a précisé, qu’un décret publié au Journal Officiel, ne peut être considéré comme irrégulier, car dépourvu de signature manuscrite, décision n°434004 du 30/12/2021 (Légalité externe, paragraphe 5).

### Belgique
Le législateur belge a transposé en 2001 la directive européenne du 13 décembre 1999 sur un cadre communautaire pour les signatures électroniques. Cette transposition en droit belge s'est faite par l'adoption de deux lois : la Loi du 20 octobre 2000 introduisant l’utilisation de moyens de télécommunication et de la signature électronique dans la procédure judiciaire et extrajudiciaire qui modifie notamment l'article 1322 du Code civil et la Loi du 9 juillet 2001 fixant certaines règles relatives au cadre juridique pour les signatures électroniques et les services de certification. C'est cette dernière loi qui explique la question des services de certification (P.S.C), leurs rôles et responsabilités.
La signature électronique fait désormais partie du droit belge et a la même valeur juridique que la signature manuscrite. Bien qu’elle ait fait couler beaucoup d’encre du côté de la doctrine, on peut considérer qu’elle fait aujourd'hui l’objet d’une réglementation claire et rationnelle. L’ère de l’Internet et de l’électronique étant arrivée au sein du domaine juridique et il était logique que la signature y trouvât sa place. L’objectif premier de la directive européenne 1999/93/CE du 13 décembre 1999 sur un cadre communautaire pour les signatures électroniques était de favoriser les échanges commerciaux au-delà des frontières, d’instaurer une certaine confiance dans ces transactions et de conférer à l’ensemble une valeur juridique équivalente à celle de la signature manuscrite.
Depuis février 2019, l'application ITSME permet la signature électronique qualifiée selon le règlement européen eIDAS, elle est disponible sur les plates-formes de Connective, Doccle, Isabel Group et Luxtrust.

### Suisse
La signature numérique (appelée signature électronique dans les textes législatifs) est reconnue en droit suisse depuis 2003. Elle équivaut, de ce fait, à la signature écrite qu'exige la loi pour certaines formes de contrat.
Peu utilisée en pratique, le secrétariat d'État à l'économie (SECO) lance en mai 2010 la « SuisseID » pour promouvoir et faciliter l'accès à cette technologie pour les entreprises et les particuliers. Censé faciliter les transactions d'affaire par voie électronique, le système permet aussi, depuis 2011, la commande par internet de documents officiels (notamment du casier judiciaire ou d'un extrait de l’office des poursuites) auprès des administrations publiques, conformément à la volonté de mise en place d'une « cyberadministration » pour faciliter l'accès à de tels documents et réduire la bureaucratie.

### Québec
La loi concernant le cadre juridique des technologies de l'information dispose que « la signature d'une personne apposée à un document technologique lui est opposable lorsqu'il s'agit d'un document dont l'intégrité est assurée et qu'au moment de la signature et depuis, le lien entre la signature et le document est maintenu ».